# マリア・レッサ
マリア・レッサ（Maria Ressa、1963年10月2日 - ）は、フィリピンのジャーナリスト。
CNNのフィリピン・マニラ支局とインドネシア・ジャカルタ支局の開設、運営などに携わった後、フィリピンのテレビ局ABS-CBNのニュース部門を率いた。2012年、フィリピンでニュースサイト『ラップラー』を共同で創設し、ドゥテルテ政権の強権的な政治に対して、調査報道に基づき批判した。2021年、ノーベル平和賞受賞。同年、ユネスコ／ギレルモ・カノ世界報道自由賞を受賞した。2023年7月、コロンビア大学国際公共政策大学院教授に就任した。
当初はTwitterやFacebookなどのSNSに好意的で、市民ジャーナリズムによって権力を監視し、民主主義を発展させる力を持ちうると考えていた。しかし、やがて、SNSが偽情報や陰謀論を広めたり、社会の分断を拡大させることに危機感を持つようになった。自身も、フィリピンで立ち上げたニュースサイトがドゥテルテ政権に敵視され、逮捕の対象とされるようになった。

## 著書
- 竹田円 訳『偽情報と独裁者 SNS時代の危機に立ち向かう』河出書房新社、2023年4月24日。ISBN 978-4-309-23129-7。（電子版あり）